# Zemenți, Dobrici
Zemenți (în bulgară Земенци, în română Ergi) este un sat în comuna Krușari, regiunea Dobrici, Dobrogea de Sud, Bulgaria. 
Între anii 1913-1940 a făcut parte din plasa Ezibei a județului Caliacra, România.

## Demografie
Componența etnică a satului Zemenți
     Bulgari (100%)
     Nicio identificare (0%)
     Altele (0%)
La recensământul din 2011, populația satului Zemenți era de 16 locuitori. Din punct de vedere etnic, toți locuitorii erau bulgari.